# Wilhelm Stanisław Chudzikiewicz
Wilhelm Stanisław Chudzikiewicz (ur. 4 kwietnia 1905 we Lwowie, zm. 22 sierpnia 1975 w Rimini) – polski inżynier chemik, kapitan lotnictwa Wojska Polskiego.

## Życiorys
Urodził się 4 kwietnia 1905 we Lwowie. Ukończył studia na Wydziale Chemii Politechniki Lwowskiej, uzyskując tytuł inżyniera. Przed 1939 był zatrudniony w przemyśle cukrowniczym na ziemi poznańskiej oraz w Przeworsku.
Po wybuchu II wojny światowej był zmobilizowany do służby w 6 pułku lotniczym we Lwowie, w szeregach którego ewakuował się przez Rumunię na Zachód. Tam służył w Polskich Siłach Powietrznych w Wielkiej Brytanii do końca wojny w stopniu porucznika jako oficer techniczny. Miał numer służbowy RAF P-2180.
Po wojnie pozostał na emigracji w Wielkiej Brytanii. Odbył studia specjalistyczne w zakresie chemii plastycznej. Przez ponad 25 lat był kierownikiem fabryki plastyków w Rochdale. W 1970 przeszedł na emeryturę i osiadł w Londynie, jednak nadal utrzymywał kontakt zawodowy ze swoim pracodawcą. Udzielał się w działalności Komitetu Opieki i Pomocy Stowarzyszenia Polskich Lotników, w Studium Wiedzy Wojskowej, należał do SPK, POSK, był skarbnikiem Koła Lwowian. Do końca życia pozostawał w stopniu kapitana lotnictwa.
22 sierpnia 1975 utonął w Morzu Adriatyckim podczas drugiego dnia urlopu w Rimini we Włoszech. Został pochowany na tamtejszym cmentarzu. W życiu prywatnym wolał, gdy zwracano się do niego imieniem Stanisław.

## Odznaczenie
- Medal Lotniczy – trzykrotnie[3]
- Złota Honorowa Odznaka Koła Lwowian w Londynie[2]